# مكمم
في الرياضيات، تسمى التعبيرات «لِكُلِّ» و «يوجد على الأقل/بعض»، المستخدمة في صياغة القضايا الرياضية في المنطق الإسنادي، التكميمات أو التسويرات (بالإنجليزية: Quantifications). يطلق على الرموز التي تمثلها بلغة شكلية المُكَمِّمَات أو الأسوار (الجمع: سور) أو المسوّرات (بالإنجليزية: Quantifiers).

## التكميم الكلي
يرمز للتكميم الكلي («لكل...» أو «مهما يكن...»)، الذي يسمى أيضا التكميم الكوني أو التسوير الشامل، بـ "∀" (A مقلوبة).
مثال:
{\displaystyle \forall x\in \mathbb {R} } تُقرأ "لكل x من {\displaystyle \mathbb {R} }" أو "مهما يكن x من {\displaystyle \mathbb {R} }"، وتعني «كل عنصر x ينتمي إلى مجموعة الأعداد الحقيقية».
تم استخدام الرمز "∀" لأول مرة  من قبل غيرهارت غنتزن في عام 1933 (نشر في عام 1934 )

## التكميم الوجودي
- يرمز للتكميم الوجودي («يوجد على الأقل...») بـ "∃" (E معكوسة).

مثال:
{\displaystyle \exists x\in \mathbb {R} } تُقرأ "يوجد على الأقل عنصر x من {\displaystyle \mathbb {R} }".
- للتعبير عن الوحدانية، نستخدم الرمز ∃! (مكمم وجودي متبوعًا بعلامة تعجب).

مثال:
{\displaystyle \exists !x\in \mathbb {R} } تقرأ: "يوجد عنصر وحيد x من {\displaystyle \mathbb {R} } "
- تم استخدام الترميز ∃ لأول مرة من قبل جوزيبه بيانو في عام 1897.[5]

## نفي المكممات
نفي العبارة {\displaystyle \exists x\,P(x)} :
{\displaystyle \neg \exists x\,P(x)\equiv \forall x\neg P(x)} .
نفي العبارة {\displaystyle \forall x\,P(x)} :
{\displaystyle \neg \forall x\,P(x)} كذلك: {\displaystyle \exists x\,\neg P(x)} في المنطق الكلاسيكي، ولكن ليس في المنطق الحدسي.